# Lipoblast
Lipoblast je prekursorska ćelija adipocita. Alternativni nazivi su adipoblast i preadipocit. Rani stadijumi su gotovo ne razlikuju od fibroblasta.

## Liposarkoma
Lipoblasti su prisutni u liposarkomu i karakteristično imaju obilnu prozirnu citoplazmu i uvučeno jedro.

## Literatura
- Layfield, Lester J. (2002). Cytopathology of bone and soft tissue tumors. Oxford University Press US. стр. 83—. ISBN 978-0-19-513236-6. Приступљено 18. 4. 2010.
- Henrikson, Ray C.; Kaye, Gordon I.; Mazurkiewicz, Joseph E. (1997). Histology. Lippincott Williams & Wilkins. стр. 118—. ISBN 978-0-683-06225-0. Приступљено 18. 4. 2010.
- Young, Barbara; Wheater, Paul R. (2006). Wheater's functional histology: a text and colour atlas. Elsevier Health Sciences. стр. 74—. ISBN 978-0-443-06850-8. Приступљено 18. 4. 2010.